# Annibale Carracci
Annibale Carracci (3. listopadu 1560 Bologna – 15. července 1609 Řím) byl italský malíř obrazů a fresek, oltářních scén, mytologií, žánrů, portrétů a krajin, považovaný za jednoho ze zakladatelů baroka.
Vyšel z renesanční tradice malířů Raffaela Santi, Andrey del Sarto nebo Antonia Correggia, kterou rozvinul do barokního klasicismu. Jeho obrazy prvého období bývají zality intenzivním a všudypřítomným světlem a kompozice odkazují zpočátku k antice a později k vrcholné renesanci. Koncem osmdesátých let 16. století začíná Carracci jako jeden z prvních malířů té doby malovat krajinomalby. Součástí krajiny jsou vždy nějaké žánrové výjevy nebo biblické události. V devadesátých letech Carracciové začali užívat také barokní šerosvit.
O životě a díle Annibala Carracciho a jeho bratra Agostina se dozvídáme od malíře Giovanniho Baglionea, který popisuje především Carracciho římské dílo. Další informace o obou bratrech jsou od římského teoretika umění Giovanniho Pietra Belloriho, který jejich život a dílo popsal ve své knize Životy moderních malířů, sochařů a architektů, vydané roku 1672 v Římě.

## Život

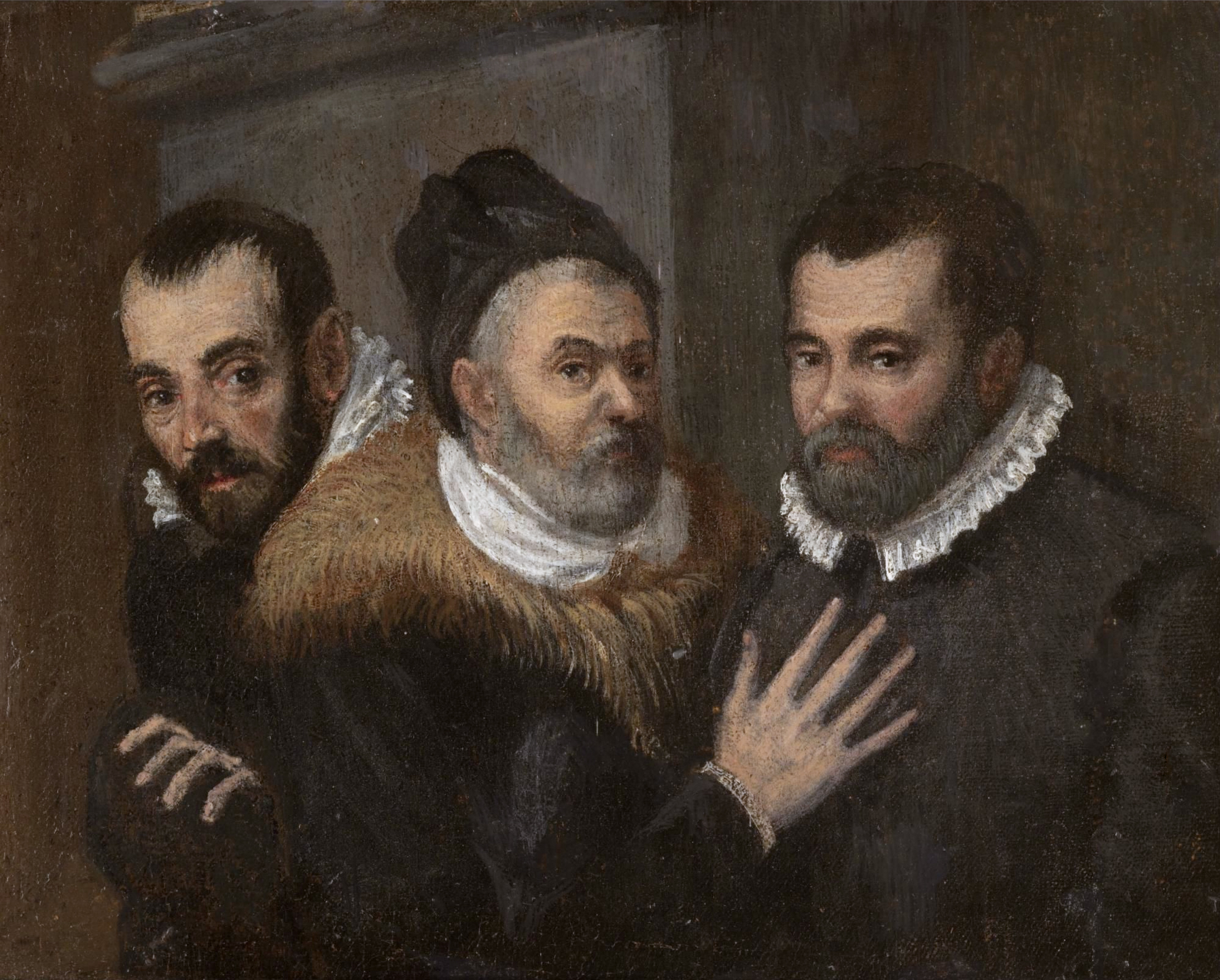
Annibale, Lodovico a Agostino Carracciové; anonym Boloňské školy

### Původ
Annibale Carraci se narodil v Bologni v rodině krejčího Antonia Carraciho, původem z Cremony. Jeho starší bratr Agostina Carraciho (1557–1602) se vyučil malířem u Bartolomea Passerottiho (1529–1592). Není vyloučeno, že Annibale získal své první školení od bratra. Jejich bratrancem byl další italský malíř Ludovico Carracci (1555–1619), syn řezníka Vincenze Carraciho. Annibale byl nejvýznamnějším malířem z rodiny Carracciů. Sudoval v Parmě u Corregia a v Benátkách u Paola Veronese a Jacopa Bassana. Prvním dochovaným datovaným obrazem je Ukřižování se sv. Františkem a Mikulášem z kostela sv. Mikuláše v Bologny z roku 1583. V té době byl již virtuózním malířem, jeho malba měla široký tematický i výrazový rejstřík. Ve stejné době jako oltářní obraz namaloval stylově realistický pohled na jedlíka fazolí či dva řezníky v řeznickém krámě.

### Malířská akademie
Annibale a Lodovico založili v roce 1582 v Bologni malířskou akademii, která měla podporovat nový umělecký styl. Nesla název Accademia dei desiderosi (Akademie toužících, dychtivých po vzdělání), později Accademia degli incamminati (Incamminare znamená italsky přivést na správnou cestu, být progresivní). Smyslem akademie bylo nechat každého žáka, aby si našel styl, který nejlépe odpovídá jeho přirozenému nadání. K žákům akademie patřili Guido Reni, Francesco Albani, Domenichino a další.

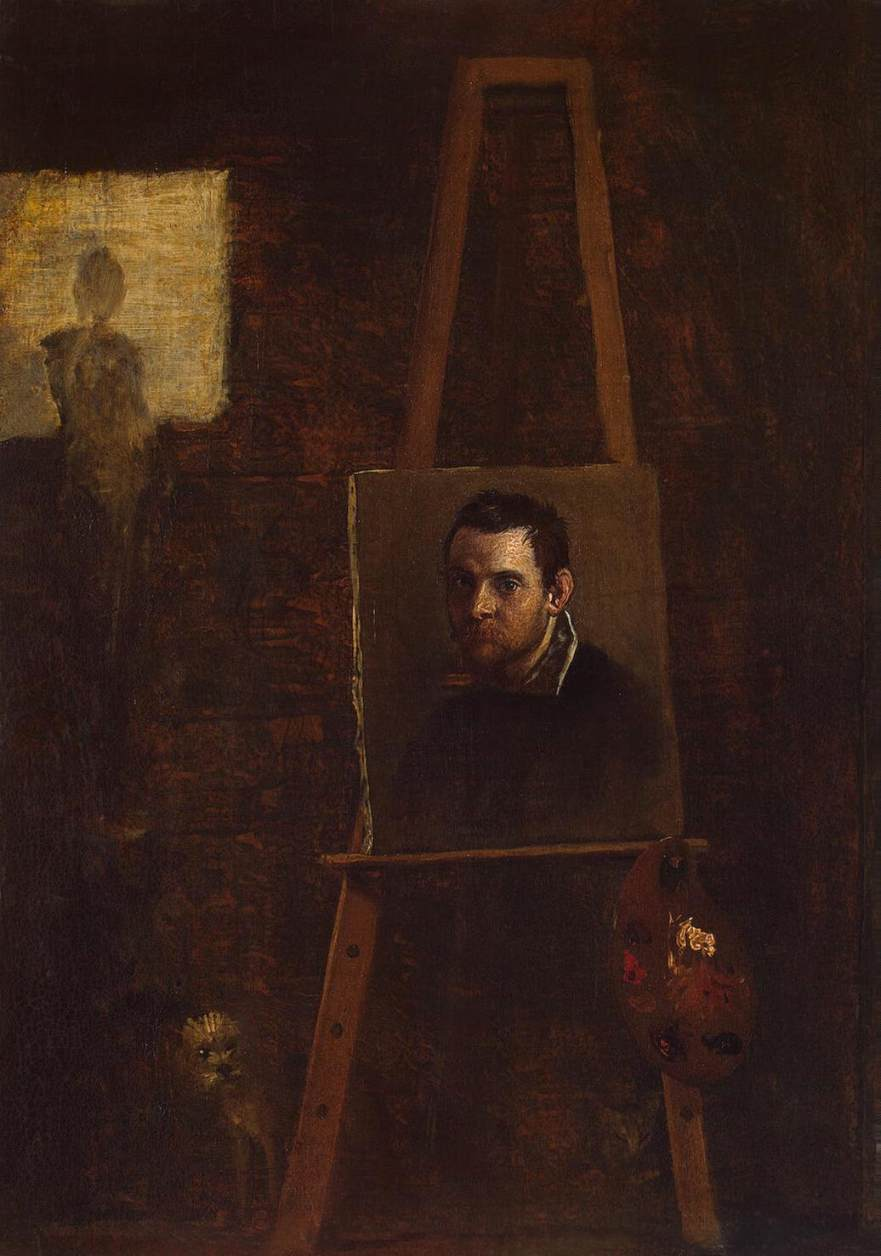
Autoportrét, olej na dřevě 42cm × 30 cm, 1604, Ermitáž

### Studijní cesty
Annibale Carraci v roce 1584 odešel do Parmy, kde studoval Correggiovy fresky. Mezi lety 1587–1588 pobýval v Benátkách. Studoval tam díla Tizianova, Tintorettova a Paola Veronese. Pak odcestoval do Parmy, kde zůstal do roku 1589. Spolu s bratrem Agostinem a bratrancem Lodovicem Annibale patřil k zakladatelům barokního stylu. Usiloval o návrat ke klasické monumentalitě.

### Autoportréty
Dochovaly se nejméně čtyři autoportréty: dva z osmdesátých let 16. století, jeden z devadesátých let a poslední z roku 1604. Jediný je z profilu (v infoboxu) a tři v přímém pohledu. Druhý je vystaven v Parmě a třetí v Galerii Uffizi ve Florencii. Ten zobrazuje v detailu zamyšleného a melancholického muže.

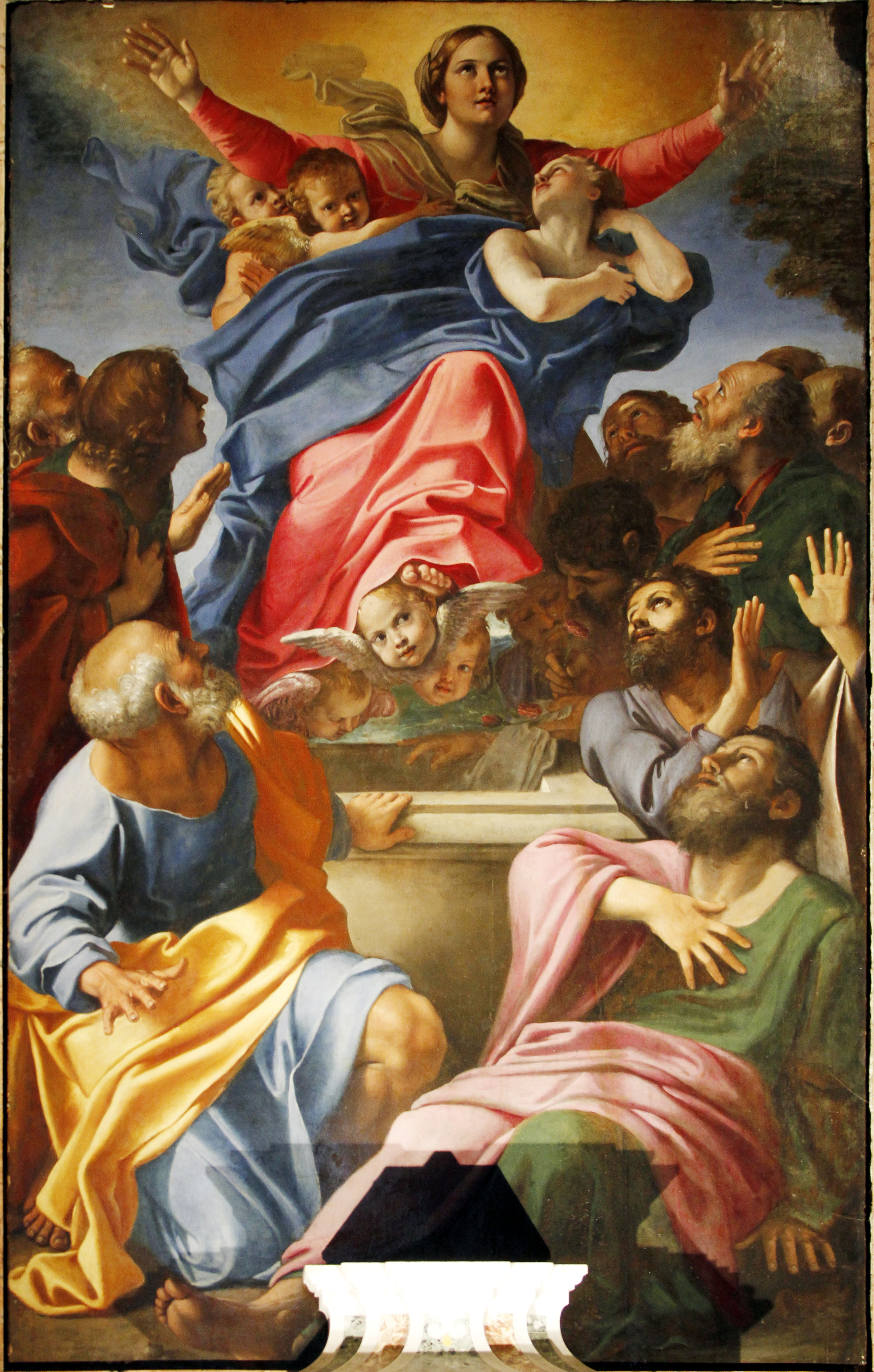
Nanebevzetí Panny Marie, bazilika Santa Maria del Popolo, Řím

Poslední autoportrét z roku 1604 (v petrohradské Ermitáži) má drobný formát. Jde o žánr zátiší s malířským stojanem, na němž stojí hotový obraz a pod ním visí paleta. U stojanu stojí pes a vzadu proti oknu nejasná stínová postava. Snovost a tajemnost scény vybočuje z tradice portrétního umění té doby a patří v tomto žánru k nejslavnějším.

## Dílo

### Obrazy
V letech 1587-1588 Annibale odcestoval do Parmy a poté do Benátek, kde se připojil k bratru Agostinovi. V letech 1588 až 1591 pracoval na freskové výzdobě Palazza Magnani v Bologni. Roku 1593 Annibale ve spolupráci s Luciášem Massariem dokončil oltářní malbu Trůnící Panna Marie se sv. Janem a sv. Kateřinou. Jeho Vzkříšení Krista pochází také z roku 1593. V roce 1592 namaloval Nanebevzetí Panny Marie pro kostel Bonasoni v San Francescu. Během let 1593-94 všichni tři Carracciové pracovali na freskách v Palazzo Sampieri v Bologni. V mnoha raných pracích signovaných Carracci je obtížné rozlišit podíl jednoho každého z nich na malbě. Například fresky Jason a Médea, ztvárňující tento mytologický příběh pro Palazzo Fava v Bologni (kolem 1583–84) jsou podepsané Carracci, to je vše, jednotlivé příspěvky nejsou vyjasněné. V roce 1585 Annibale dokončil práce na oltářním obraze Křest Kristův pro kostel Santi Gregorio e Siro v Bologni. V roce 1587 namaloval obraz Nanebevzetí Panny Marie pro kostel v kostele San Rocco v Reggio Emilia.

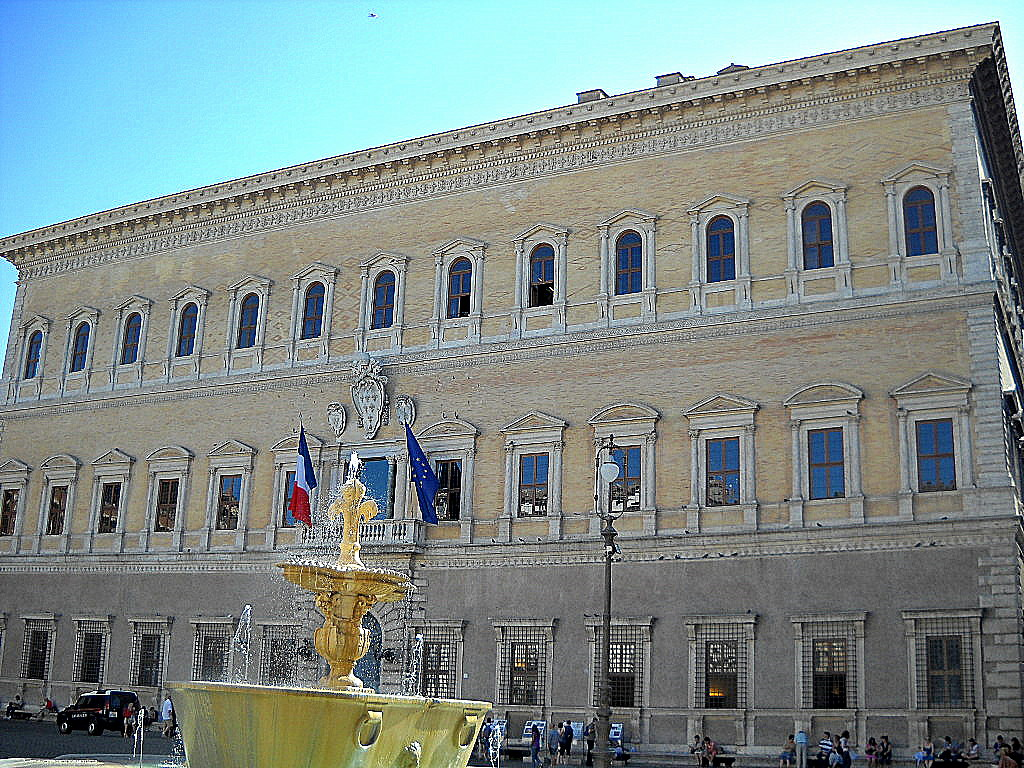
Palazzo Farnese v Římě

### Výzdoba Paláce Farnese
Na základě mistrovských Annibalových fresek v Bologni byl Annibale doporučen vévodou Ranucciem I. Farnese z Parmy jeho bratrovi kardinálovi Odoardovi Farnese, který si přál vyzdobit kabinet a galerii ve svém sídle Palazzo Farnese v Římě. V roce 1595 přicestoval Annibale s Agostinem do Říma, aby započali s pracemi.

#### Obrazy v kabinetu
Nejprve na zkoušku vyzdobili kabinet dvěma alegoriemi Triumf ctnosti nad neřestí a Herkules na rozcestí. Annibale mezitím připravoval stovky přípravných náčrtů pro ústřední fresky na klenbě velkého salonu nazvaného galerie. O jeho pečlivé přípravě a pracovním postupu vypovídají zachované kreslené skici. Na tento způsob práce navázali Rubens a Bernini. Práce trvaly od roku 1597 do roku 1605.

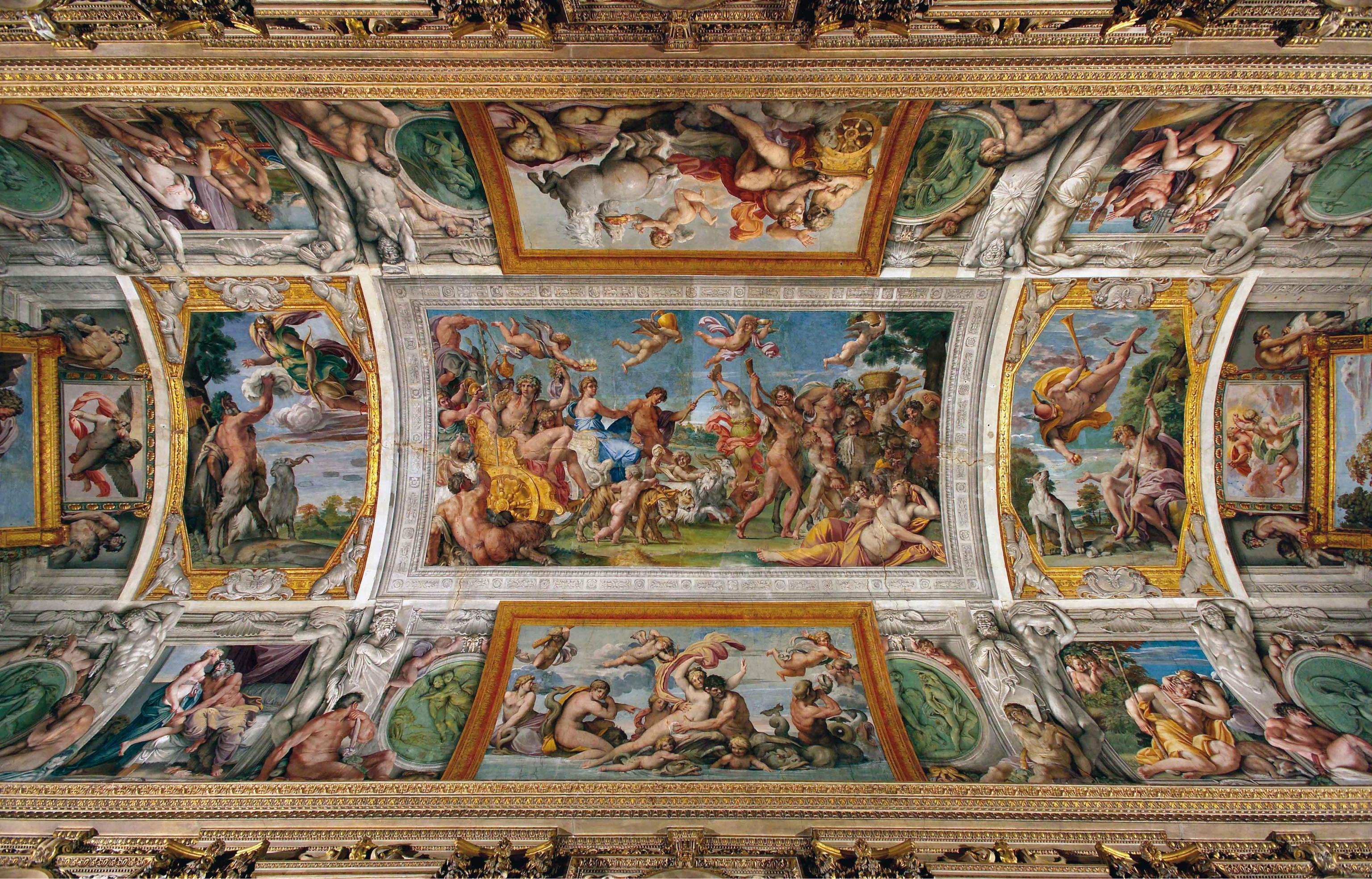
Klenba galerie

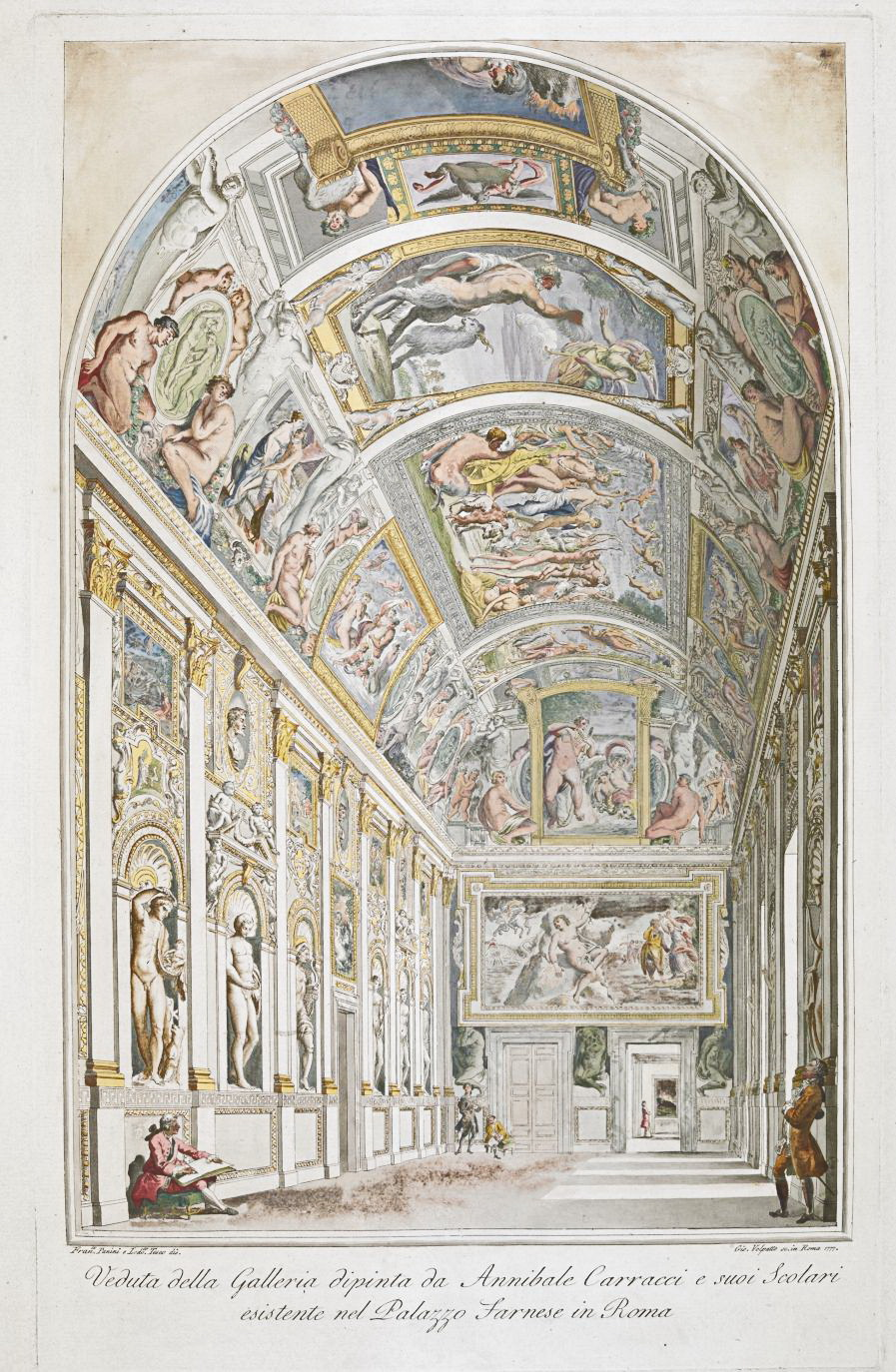
Rozvrh výzdoby stěn a klenby Galerie Farnese

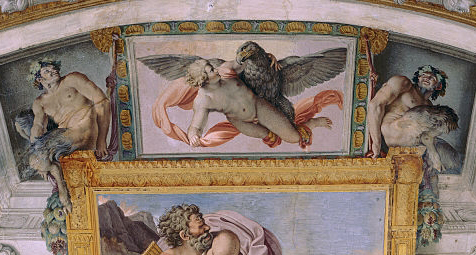
Jedna z fresek: Ganymedes unášený Jupiterem v podobě orla

#### Fresky v galerii
Sál galerie obdélného půdorysu zdobí v nikách stěn antické sochy ze sbírky rodiny Farnese. Annibale měl za úkol zobrazit v galerii válečná vítězství Alessandra Farnese a propojit je s příběhy z antické mytologie na téma Lásky bohů. Měl zobrazit bohy a bohyně v různých milostných vztazích a situacích. Carracci hledal náměty v Ovidiových Metamorfozách, kompoziční a stylovou inspiraci našel u Michelangela a jeho fresek na stropě Sixtinské kaple.
Střední pole klenby zaujímá Triumf Bakcha a Ariadny a jejich svatební průvod. V dalších polích jsou namalovány dvojice: Venuše s Anchisem, Polyfémos a Galatea, Merkur a Paris, Diana a Endymion, Aurora s Cephalem, Jupiter a jeho žena Juno, Herkules a jeho žena Iola, Orfeus a Eurydika, Polyfémův hněv, Polyfémos a Acis. Nechybí ani homosexuální vztahy jako Ganymedes, unášený Jupiterem v podobě orla, Apollón a jeho milenec Hyacint. Kromě hlavních výjevů jsou další v koutových medailonech (Pan a Syrinx, Salmacia a Hermafrodit, Apollon a Marsyas, Hera a Leander, Únos Evropy, Omnia vincit amor).
Na klenbě a stěnách se tak střídají obrazy s plastickými medailony, mramorovými karyatidami a velmi realistickými nahými postavami (ignudi). Motivům odvozeným z Raffaela nebo antiky dával život a přirozený výraz studiemi podle živých modelů. Dosáhl tak klasicismu, jenž působí neobyčejně přirozeně. Antické formy Annibale podává s vytříbeným smyslem pro jednotný dekorativní účinek. V průběhu 17. a 18. století byla klenba v Palazzo Farnese považována za bezkonkurenční mistrovské dílo.
Malby byly z větší části dokončeny už roku 1602, ale pracovalo se na nich až do roku 1605, kdy je kardinál Carraccimu definitivně proplatil. Carracci byl výškou honoráře zklamán a upadl do deprese a melancholických stavů, což velmi zhoršilo jeho zdravotní stav.

## Pozdní léta
V pozdním římském období maloval Annibale klasicistní kompozice heroického stylu a položil také základy pro klasicistní krajinomalbu. V roce 1605 ranila Annibala mrtvice. Poté už kreslil pouze kartony, podle kterých malovali obrazy jeho žáci Francesco Albani, Domenichino, Antonio Carraci, syn jeho bratra Agostina a další. V jeho díle se spojovala bohatá fantazie s přirozenou senzitivností a kultivovaným smyslem pro krásu barvy. Úspěšně spojoval přednosti mistrů italské renesance s dědictvím antiky. Z tohoto spojení vznikl nový sloh, ze kterého pak vzešly dva hlavní směry malířství 17. století – radikálně barokní a klasicistní. V roce 1609 po druhém záchvatu mrtvice Annibale Carraccio zemřel. Byl oplakáván jako druhý Raffael, vedle kterého si přál být (a byl) v Panteonu v Římě pohřben.

## Pokračovatelé
Jeho umělecký odkaz rozvíjeli umělci tak rozdílného stylu, jakými byli Gianlorenzo Bernini, Nicolas Poussin a Petr Pavel Rubens. Mnozí z jeho žáků a spolupracovníků z Palazzo Farnese a z Herrerovy kaple se v následujících desetiletích proslavili: Domenichino, Francesco Albani, Giovanni Lanfranco, Domenico Viola, Guido Reni či Sisto Badalocchio.

## Výběr z díla

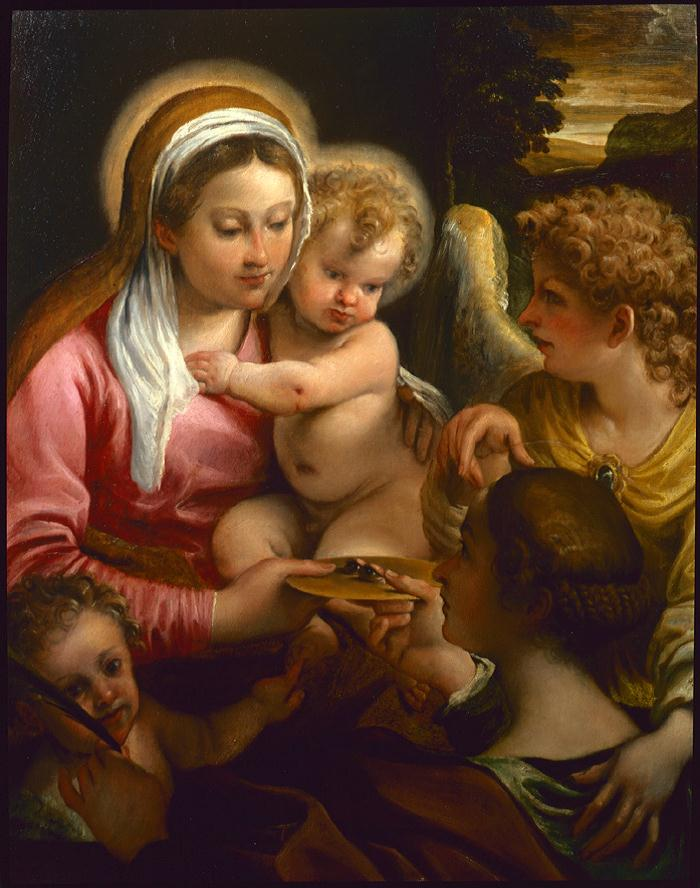
Madona s dítětem, Sv. Lucií a Janem Křtitelem, 78,5 cm × 63 cm
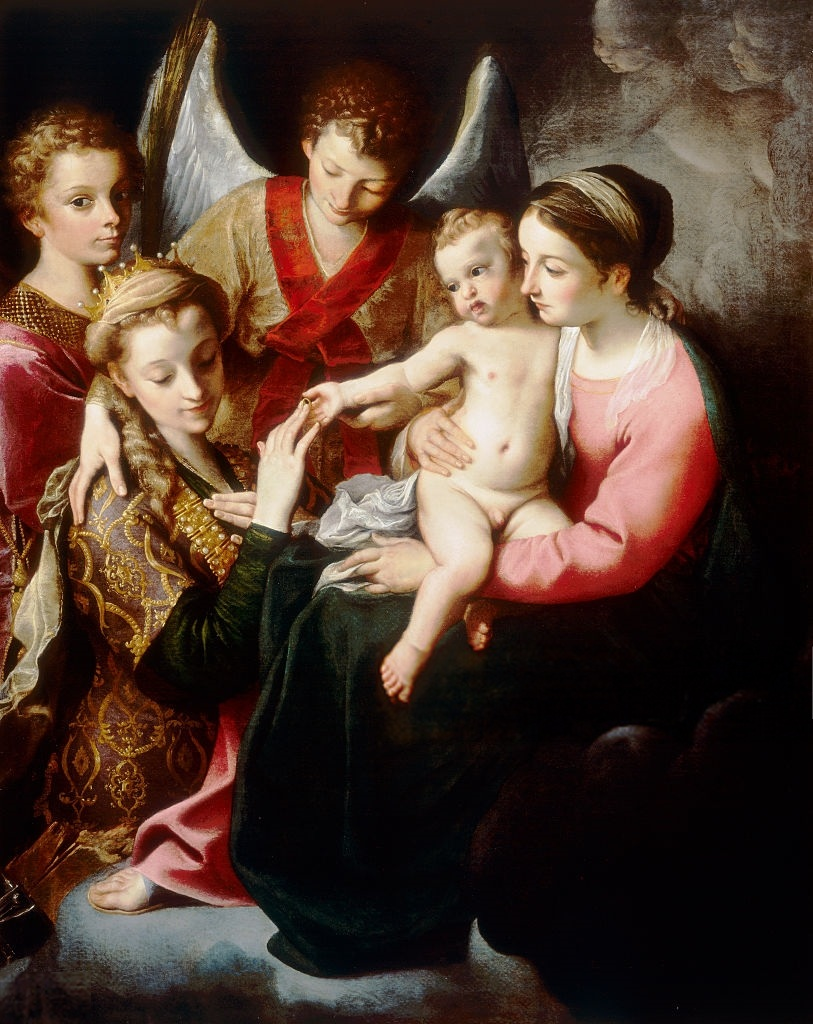
Mystické zasnoubení Sv. Kateřiny, 160 cm × 128 cm
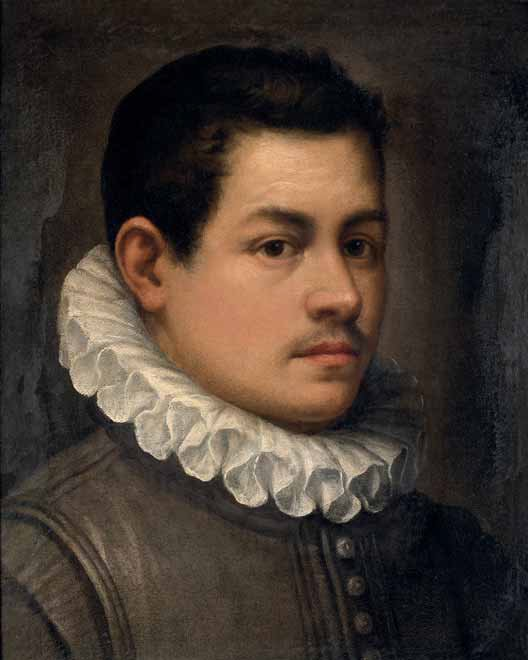
Autoportrét, 1580
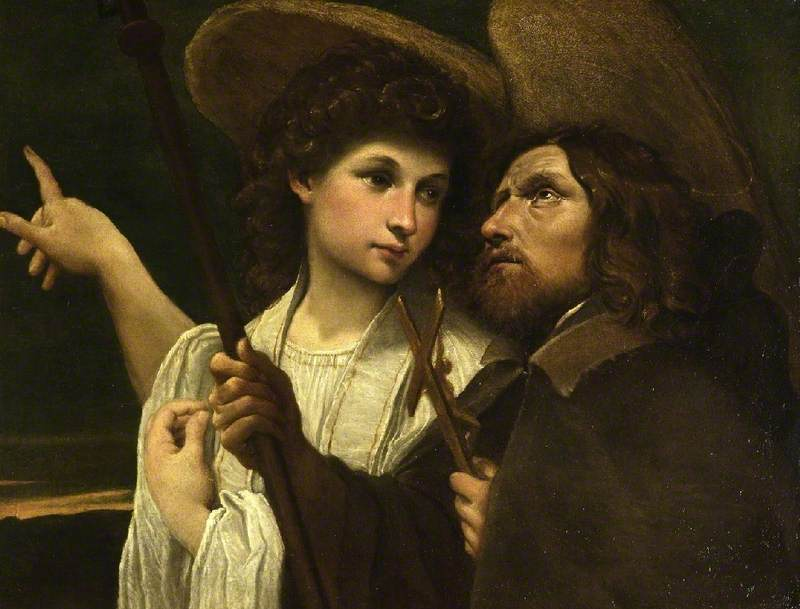
Svatý Roch s andělem, 1585
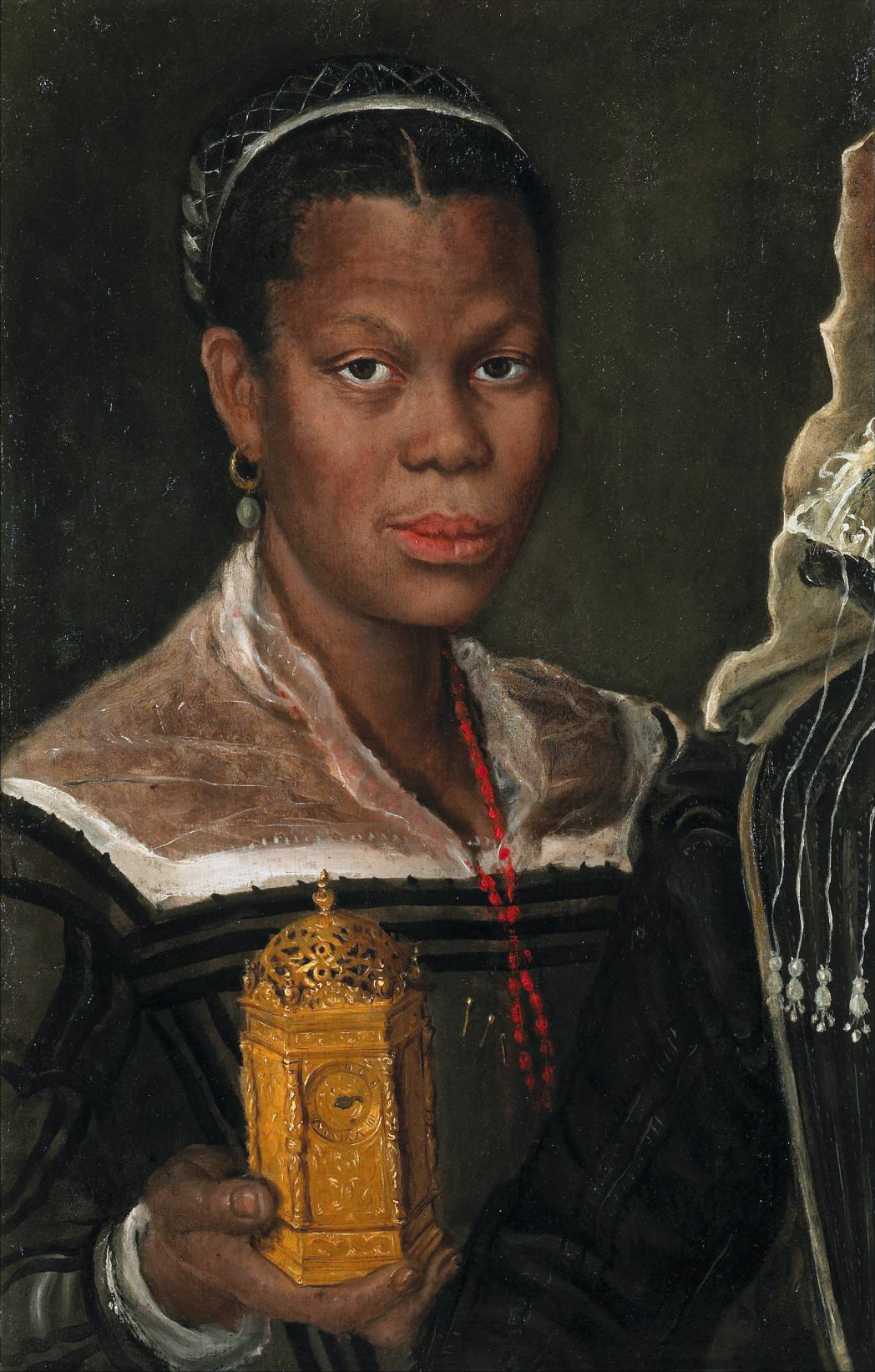
Afričanka s hodinami, po 1583
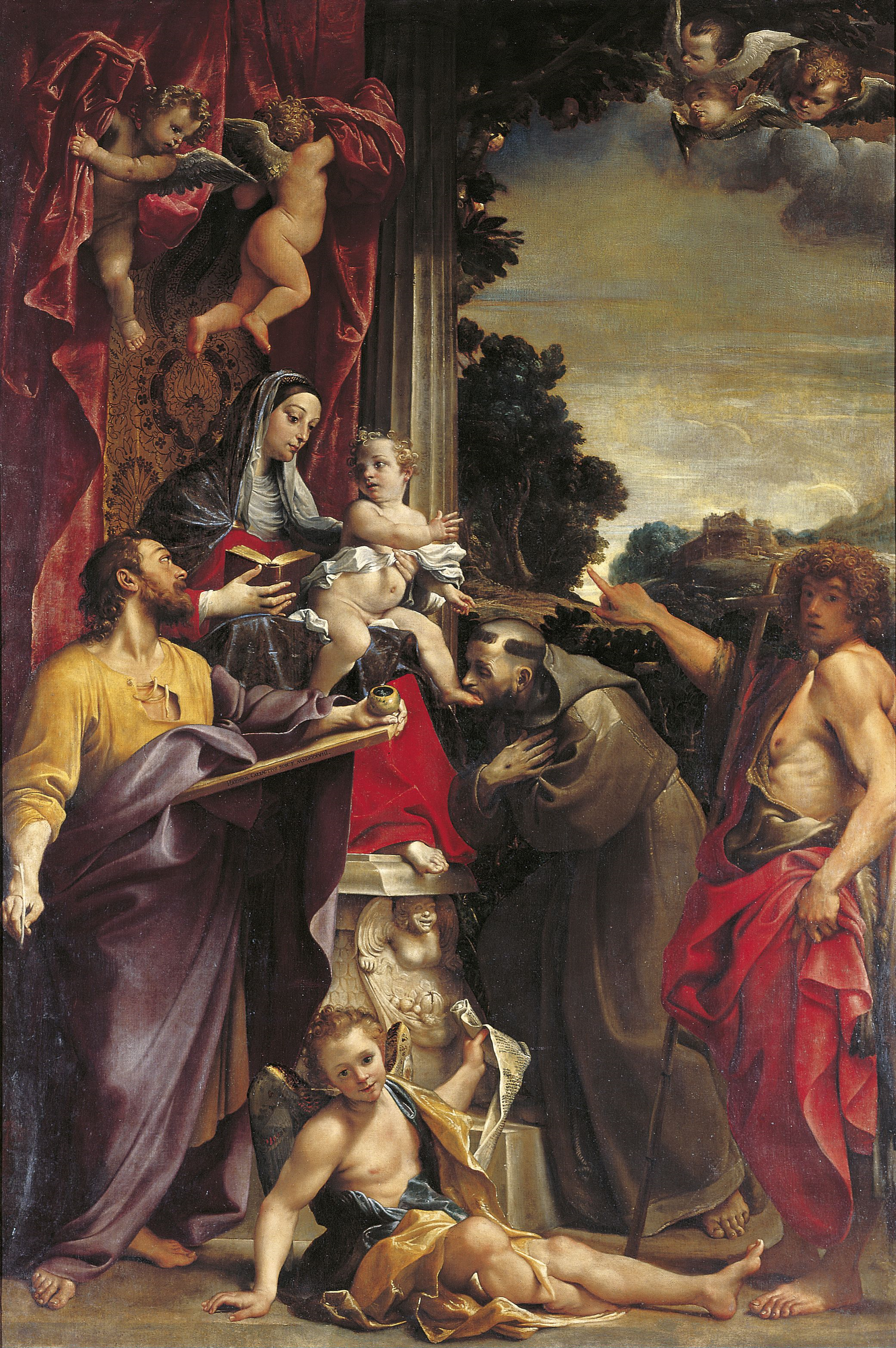
Madona se Sv. Matoušem, 1585–1587
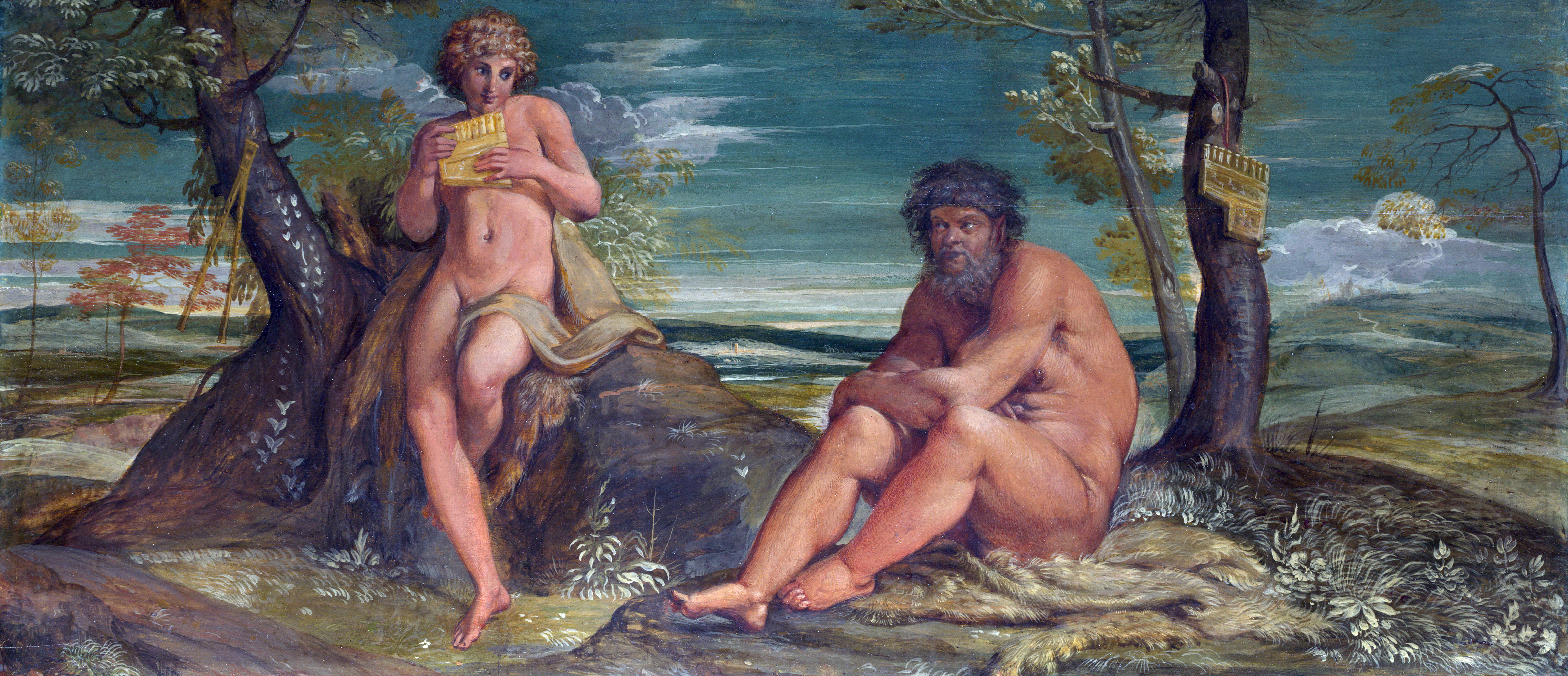
Marsyas a Olympus
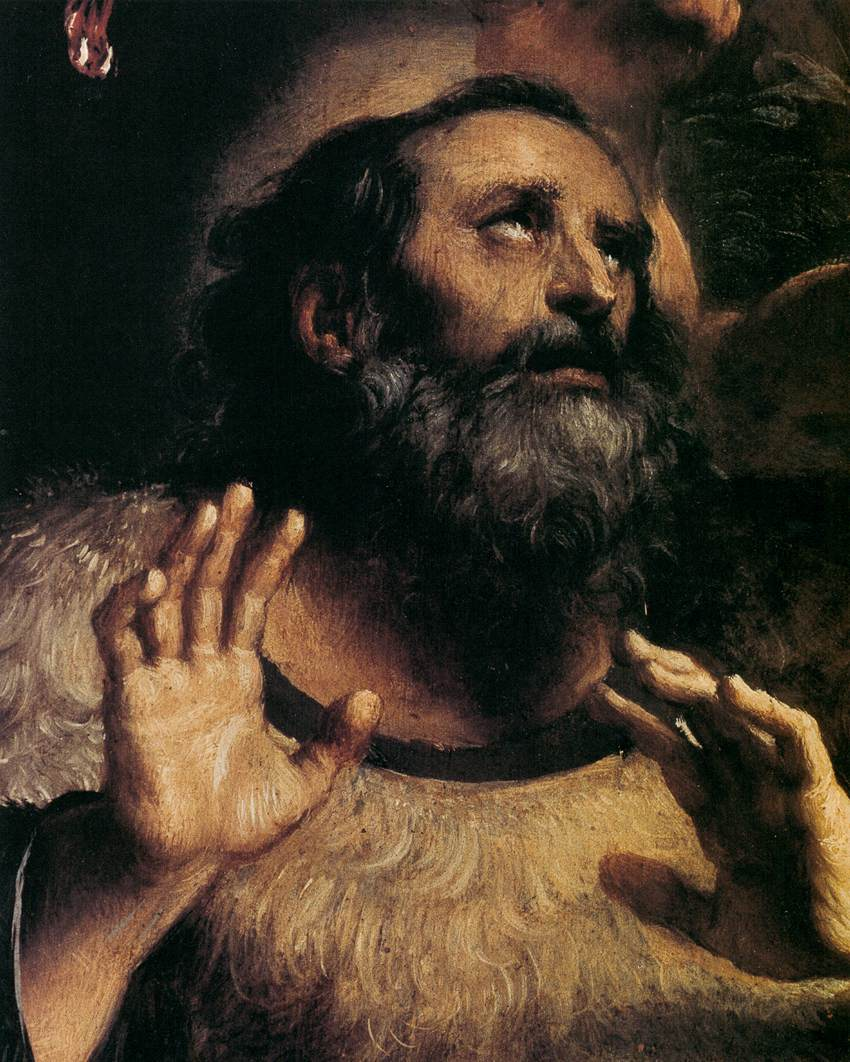
Extáze sv. Antonína opata
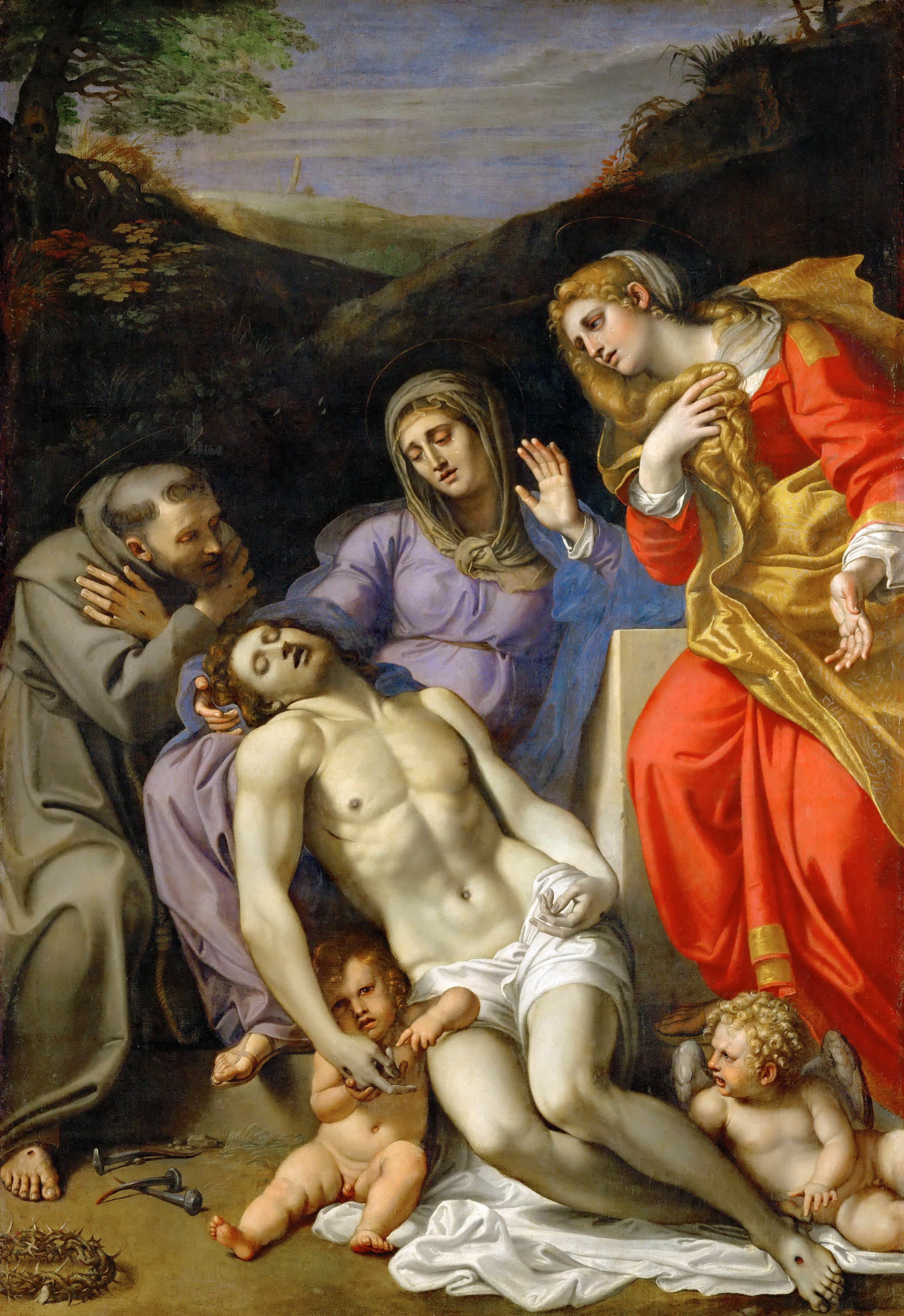
Pieta, Sv. František a Máří Magdalena, 1602–1607
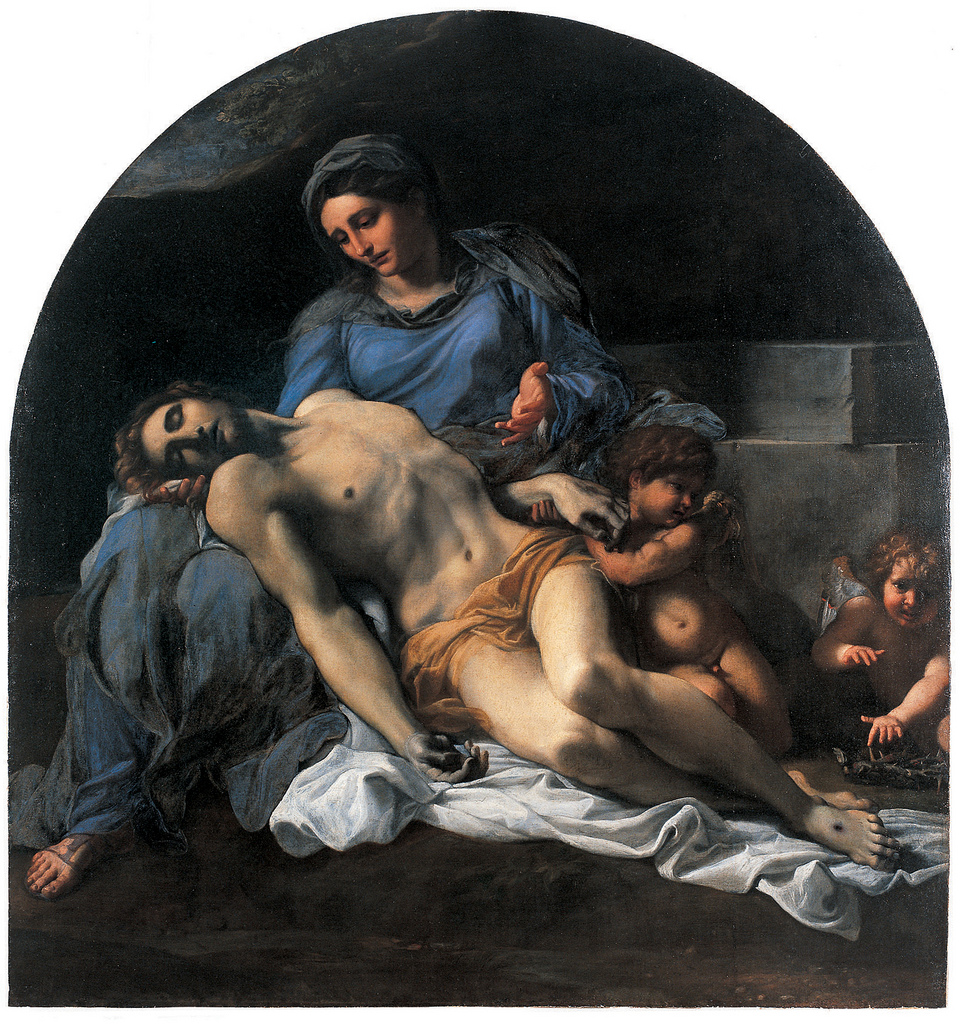
Pieta, 1599–1600, 156 cm × 149 cm
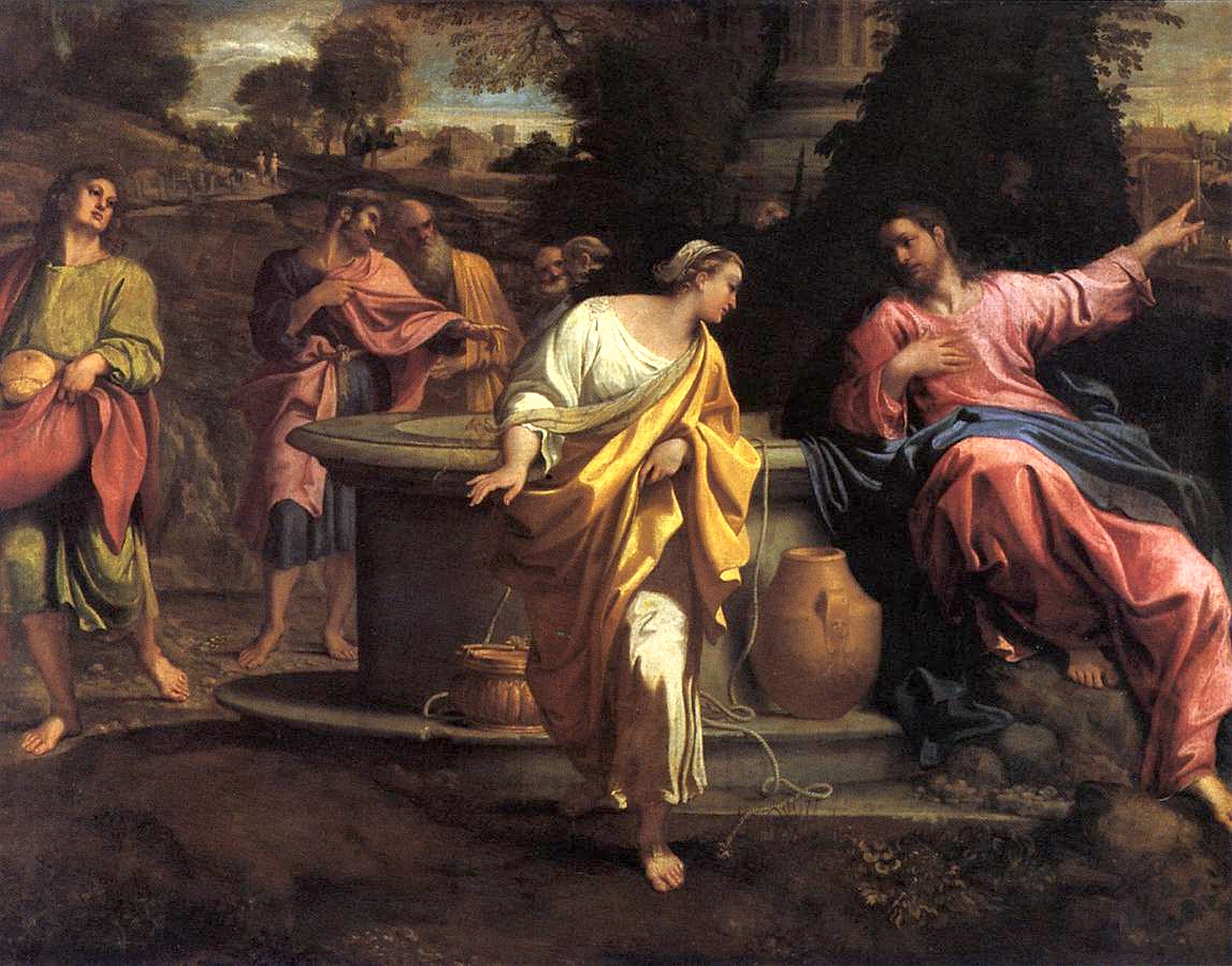
Samaritánka u studny
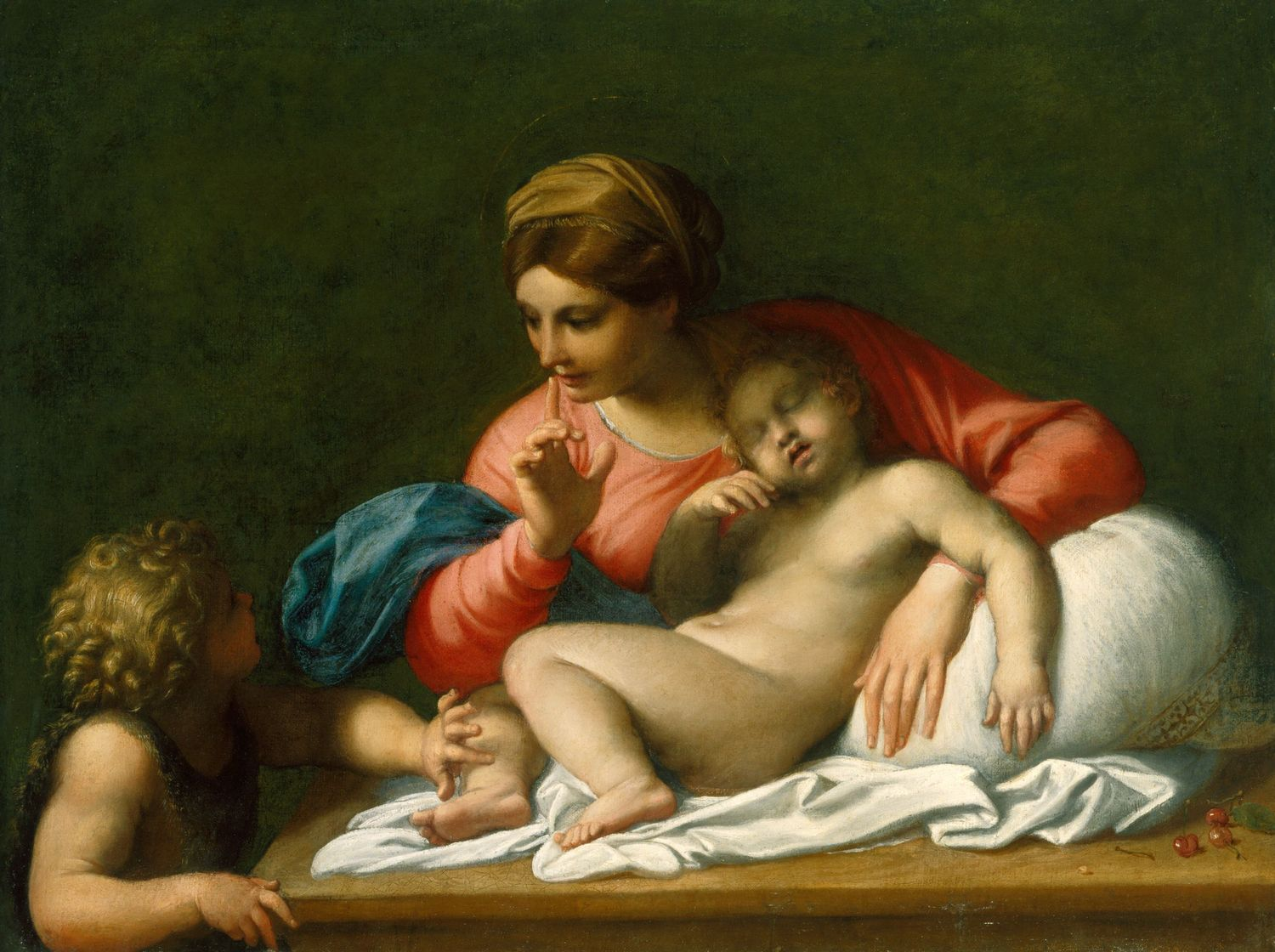
Madona se Sv. Janem Křtitelem
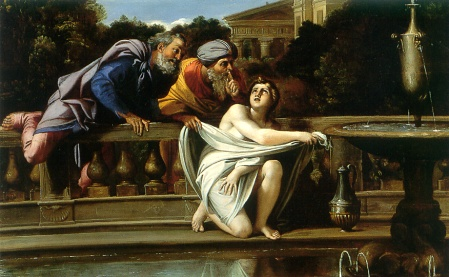
Zuzana v lázni
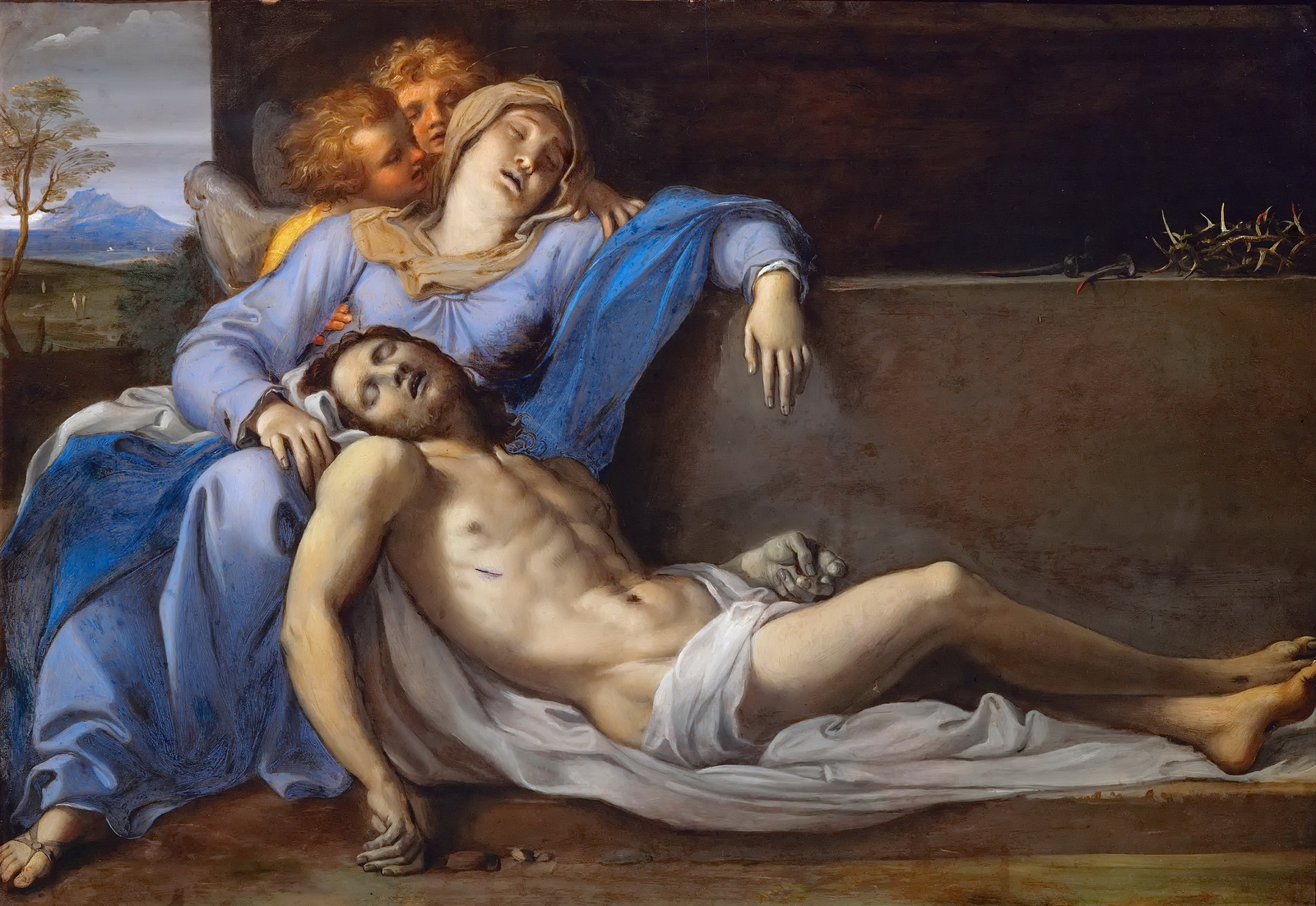
Pieta, KHM Vídeň
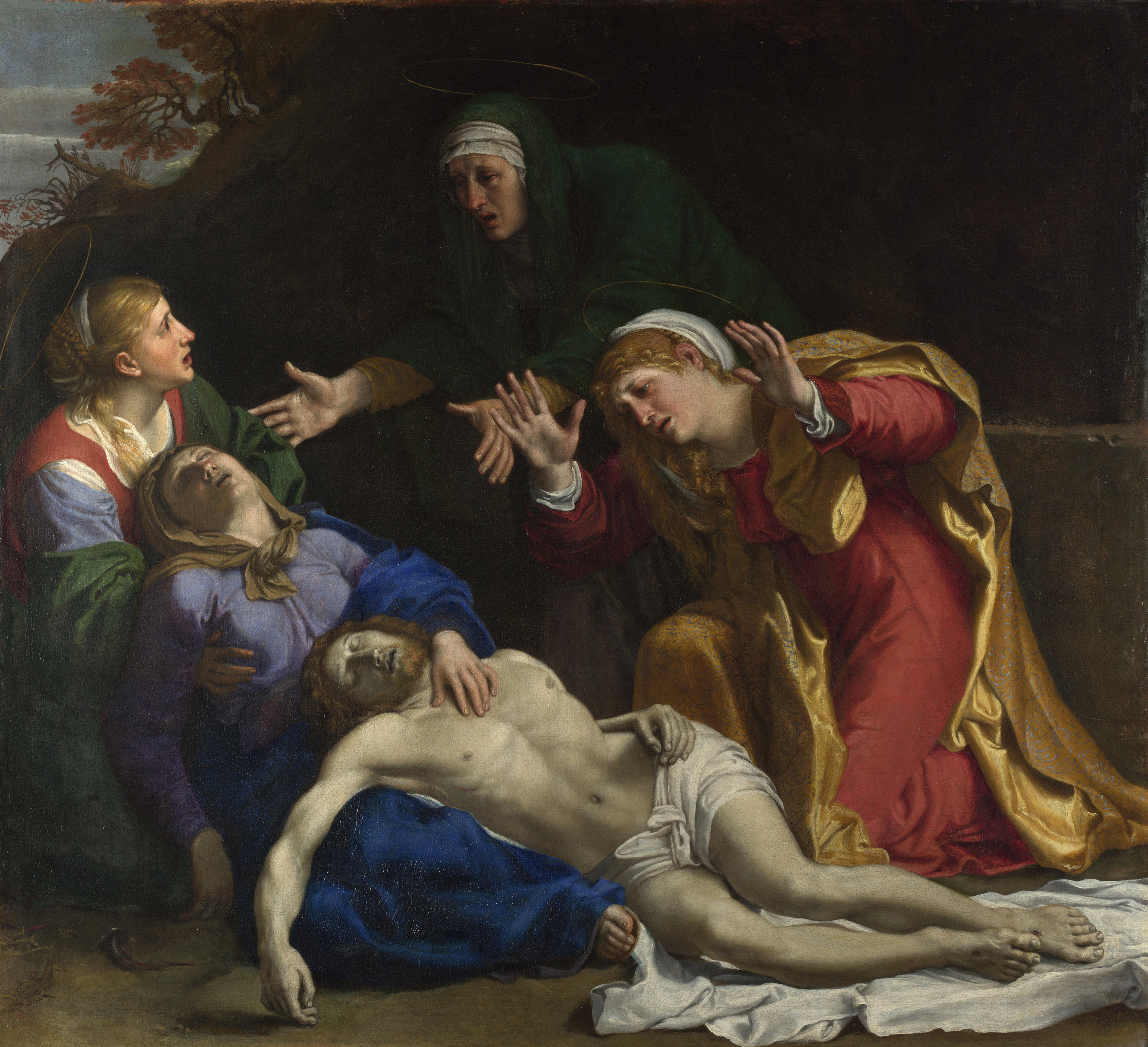
Oplakávání Krista
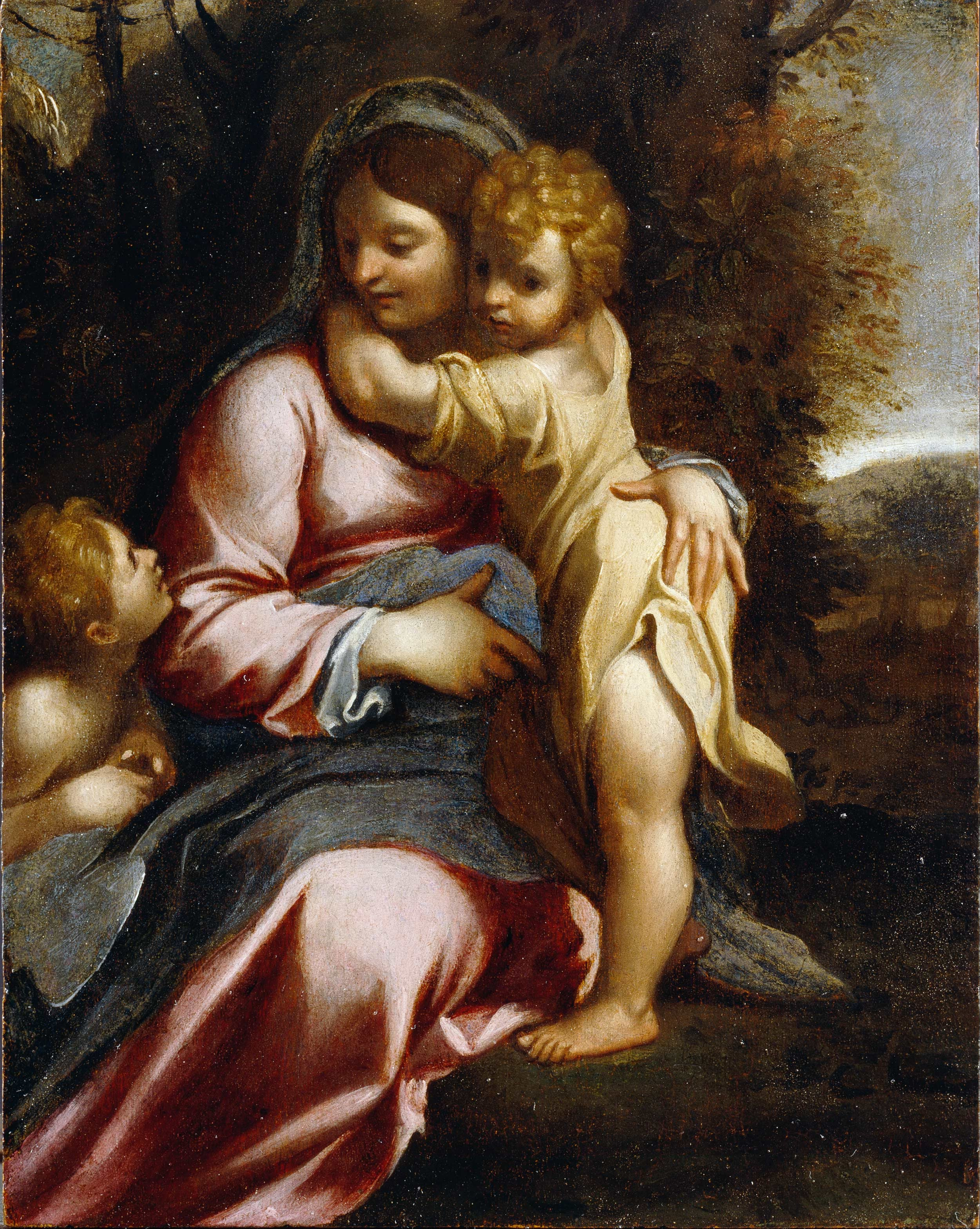
Madona s dítětem a Sv. Janem
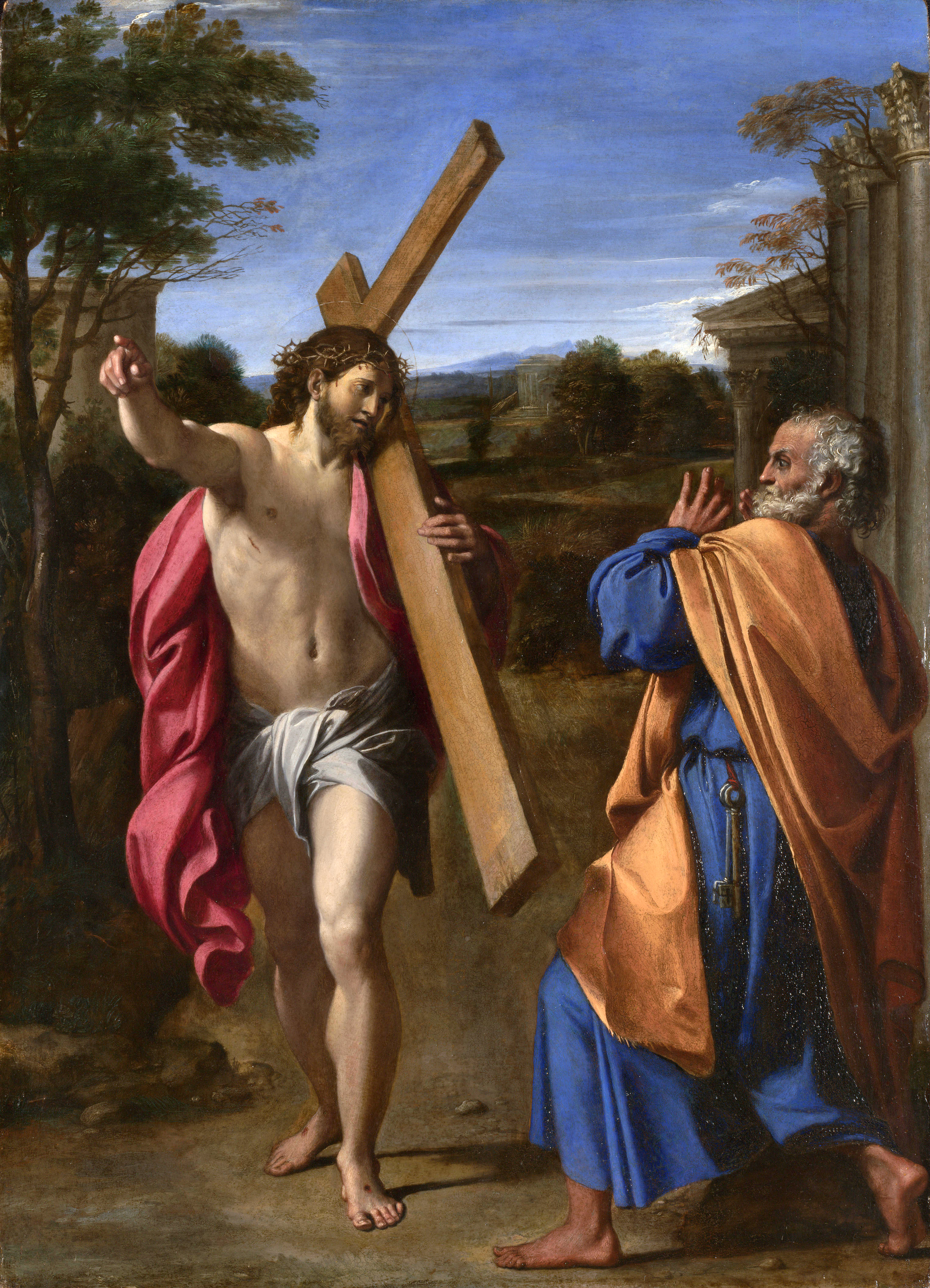
Kam kráčíš, pane
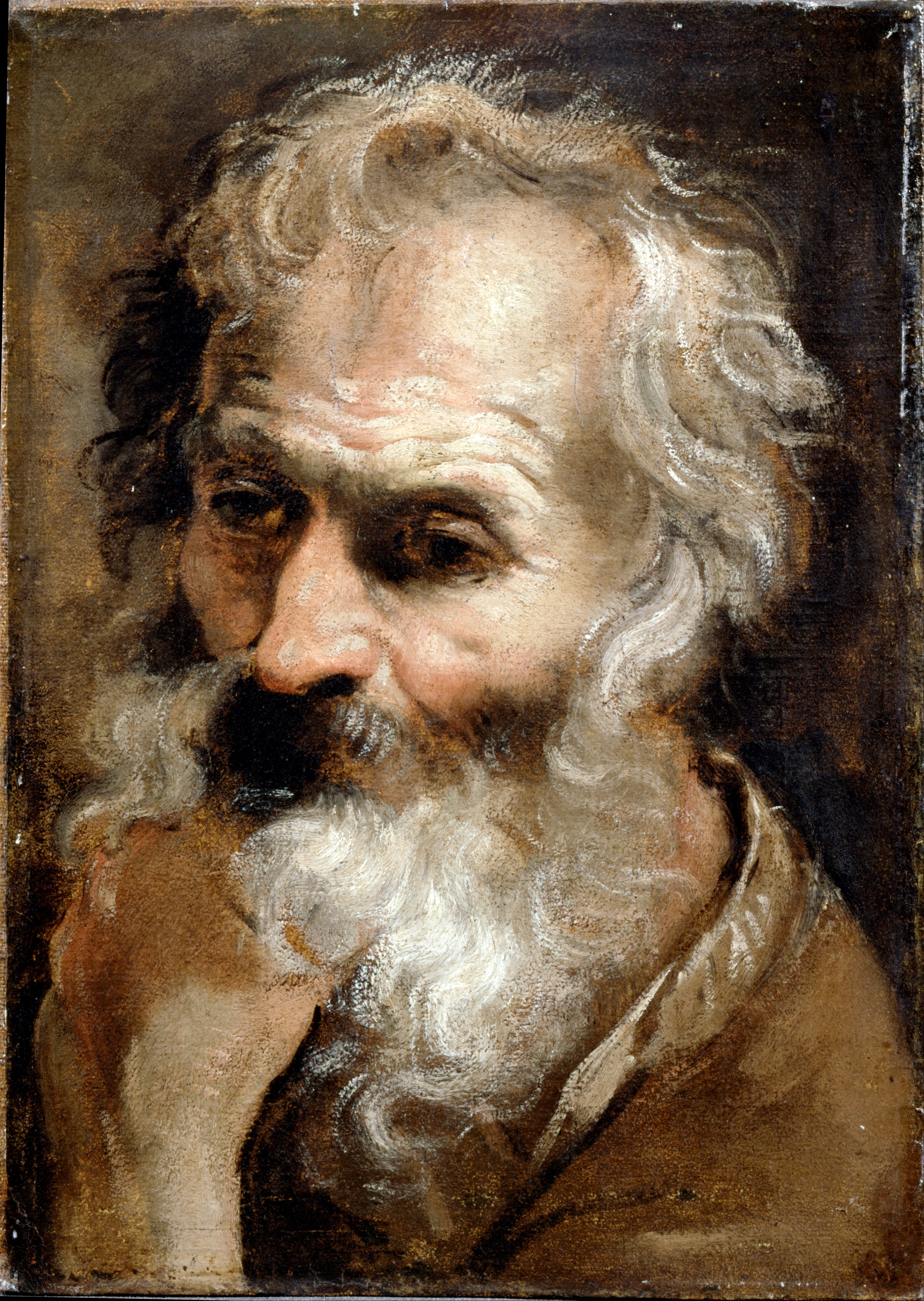
Hlava starce
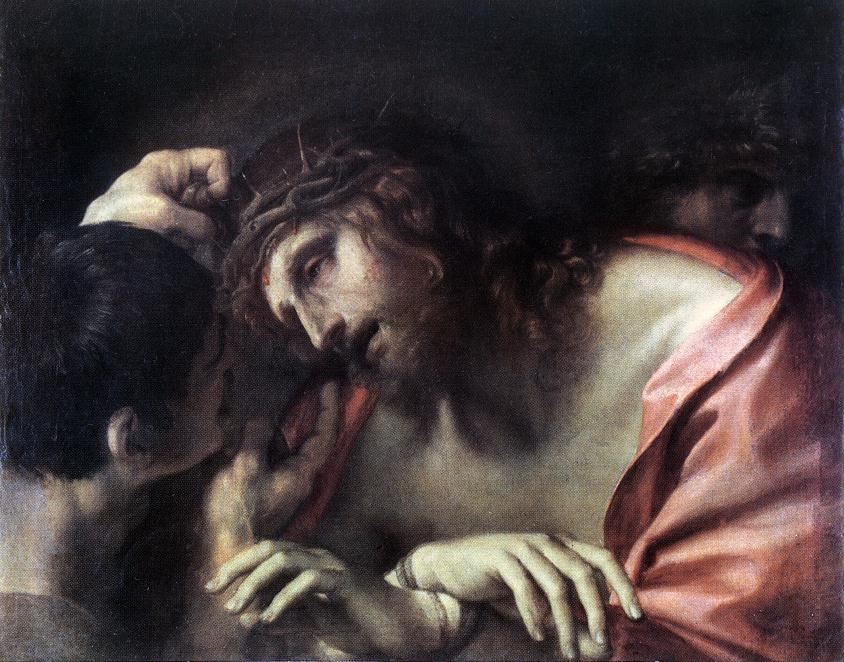
Kristus s trnovou korunou